# La Troncal
La Troncal est une ville de la province de Cañar en Équateur, dans le canton du même nom.
En 2010, sa population était de 35 259 habitants.

## Histoire
La ville a été fondée en 1975.
En octobre 1977 a eu lieu le massacre de l'usine AZTRA à La Troncal, faisant plusieurs dizaines de morts parmi les travailleurs en grève.